# Figura de pal

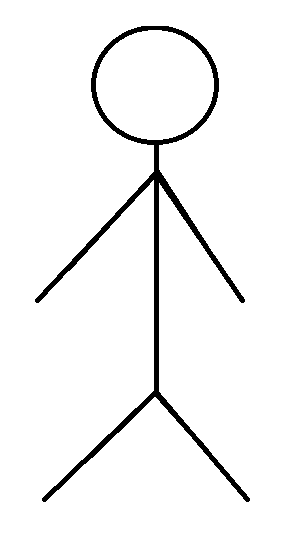
Representació bàsica de la "figura de pal" d'una persona, amb un cercle per al cap i línies per al tors, els braços i les cames.

Una figura de pal (o ninot de pal), és un dibuix molt senzill d'una persona compost per unes poques línies i un cercle. Sovint dibuixades per nens, les figures de pal són conegudes pel seu estil simplista. El cap es representa sovint per un cercle, que pot ser d'un color sòlid o embellit amb detalls com ara ulls, una boca o cabell. Els braços, cames, tors i abdomen solen representar-se amb línies rectes. Detalls com les mans, els peus i el coll poden estar presents o absents; les figures de pal més senzilles sovint mostren una expressió emocional ambigua o extremitats desproporcionades.
La figura de pal és un símbol universalment reconeixible, amb tota probabilitat un dels més coneguts del món. Transcendeix l'idioma, la ubicació, la demografia i pot remuntar les seves arrels a gairebé 30.000 anys. La seva senzillesa i versatilitat han fet que la figura de pal s'utilitzi per a diversos propòsits: gràfics d'informació, senyalització, còmics, animacions, jocs, guions de pel·lícules i molts tipus de mitjans visuals utilitzen la figura de pal. Amb l'arribada de la World Wide Web, la figura de pal es va convertir en un element central dins de tot un gènere d'entreteniment interactiu basat en web conegut com a animació Flash. Durant un període de més de dues dècades, l'animació de figures en pal va impactar i va donar forma al paisatge visual d'Internet.